# Georges Rech
Georges Rech (* 29. Oktober 1929 in Paris) ist ein französischer Modeschöpfer.

## Biografie
Georges Rech wurde 1929 in Paris geboren. 1962 eröffnete er in Paris ein Modehaus, das seinen Namen trägt. Dahinter steckte seine Idee, Prêt-à-porter-Mode für das Luxussegment zu kreieren. 1973 erschuf Georges Rech die Marke Synonyme. Dabei handelte es sich um eine Kollektion von Kleidungsstücken, die alle zueinander passten, einander ergänzen und innerhalb der Kollektion ausgetauscht werden konnten. 1983 erschuf er mit Unanyme eine dritte Marke, die sich hauptsächlich auf Herrenmode konzentrierte. 1986 kreierte Rech neue Uniformen für das Bodenpersonal von Air France. 1990 setzte Rech sich zur Ruhe.

## Das ModehausGeorges Rechnach Rechs Ausstieg
Als Georges Rech sich zur Ruhe setzte, verkaufte das Modehaus, das seinen Namen trägt, an den britischen Courtaulds-Konzern. Courtaulds wurde wiederum 1997 von der amerikanischen Sara Lee Corporation übernommen.
Im Jahr 2004 wurde Georges Rech Japan vom japanischen Itokin-Konzern aufgekauft.
2005 übernahm der Prêt-à-porter-Konzern Apostrophe, der 1968 gegründet worden war, die Marke Georges Rech.
Der Firmensitz befindet sich heute in der 21, rue de Berri in Paris.
| Personendaten    | Personendaten              |
| ---------------- | -------------------------- |
| NAME             | Rech, Georges              |
| KURZBESCHREIBUNG | französischer Modeschöpfer |
| GEBURTSDATUM     | 29. Oktober 1929           |
| GEBURTSORT       | Paris, Frankreich          |